# Konstanty Kamiński
Konstanty Kamiński (ur. 3 kwietnia 1802 w Sosnowicy, zm. 17 kwietnia 1883 w Warszawie) – kapitan wojsk Królestwa Polskiego, inżynier hydrolog, budowniczy kolei żelaznej w Królestwie oraz linii telegraficznej Warszawa-Kowno.

## Życiorys
Urodził się 3 kwietnia 1802 w Sosnowicy, był absolwentem szkoły korpusu kadetów w Kaliszu, a następnie Szkoły Aplikacyjnej Artylerii i Inżynierów w Warszawie. W 1823 dostał stopień podporucznika i przydział do korpusu inżynierów.
Od 1825 służył w Dyrekcji Inżynierów w Zamościu. Brał udział w powstaniu listopadowym, w lutym 1831 awansowany do stopnia porucznika i w następnym miesiącu został kapitanem oraz dostał Złoty Krzyż Orderu Virtuti Militari. Wraz z korpusem generała Giełguda przeszedł do Prus.
W 1832 powrócił do Warszawy i został zatrudniony w Banku Polskim jako inżynier, na którego zlecenie prowadził w latach 1832-34 regulację biegu Narwi od Serocka do ujścia Wkry oraz budował most w Wierzbicy. W latach 1836–37 pracował przy przebudowie kościoła na ulicy Długiej w Warszawie.
W 1836 został zatrudniony jako budowniczy obwodu warszawskiego i od 1838 pracował przy budowie kolei żelaznej w Królestwie Polskim. Według jego projektu i pod jego kierownictwem budowano odcinek kolei żelaznej z Warszawy do Skierniewic. Odbył podróż celem poznania rozwiązań w Austrii i w Niemczech oraz w latach 1840-45 pracował w kierownictwie budowy kolei. W 1849 został mianowany starszym inżynierem i w 1853 Naczelnikiem Wydziału Ruchu.
Przy budowie odcinka częstochowskiego Kolei Warszawsko-Wiedeńskiej inż. Kamiński był odpowiedzialny za budowę linii telegraficznej. W 1854 rozpoczął budowę linii telegraficznej Kowno-Warszawa. W następnym roku opracował plan międzynarodowych połączeń telegraficznych. W uznaniu zasług w 1856 został mianowany Inspektorem Telegrafu.
W 1859 przeszedł na emeryturę, zmarł 17 kwietnia 1883 w Warszawie i pochowany został na cmentarzu Powązkowskim.